# La Crise
Pour la nouvelle de Tchekhov, voir La Crise (nouvelle). Pour le roman situé dans l'univers étendu de Star Wars, voir La Crise (roman).
Pour plus de détails, voir Fiche technique et Distribution.
La Crise est un film franco-italien réalisé par Coline Serreau, sorti le 2 décembre 1992.

## Synopsis
Durant les années 1980 en France, Victor (Vincent Lindon) est un conseiller juridique qui se retrouve le même jour abandonné par sa femme et licencié. Il tente de chercher du réconfort auprès de différents amis ou de sa famille, mais tous les gens quʼil rencontre sont préoccupés par leurs propres difficultés. Son moral commence à flancher quand il se rend compte que personne ne se soucie de lui. Il fait la connaissance de Michou (Patrick Timsit), un SDF pas très malin et un peu collant, qui est le seul à lʼécouter.
Victor prend progressivement conscience que sa propre attitude égocentrique est responsable du manque de considération de ses proches pour ses problèmes et adopte progressivement un autre comportement social. Il engage ensuite Michou comme assistant, mais une gaffe de ce dernier lui fait perdre une chance de retrouver du travail. Au fil du film, Victor est confronté à diverses ruptures envers la norme sociale. Dans la scène finale, il retrouve sa femme, qui avait souhaité sʼéloigner de lui quelque temps, et le film sʼachève sur le doute de voir leur couple subsister.
À travers les dialogues successifs entre les différents protagonistes que rencontre Victor, le film aborde également plusieurs thèmes comme la médecine moderne et la surconsommation de médicaments, les familles recomposées, lʼadultère, l'immigration, le racisme, la malbouffe ou encore la peur de la vieillesse.

## Fiche technique
- Titre : La Crise
- Réalisation : Coline Serreau
- Scénario : Coline Serreau
- Production : Alain Sarde, la Guéville
- Musique : Sonia Wieder-Atherton
- Photographie : Robert Alazraki
- Montage : Catherine Renault
- Son : Dominique Dalmasso et Guillaume Sciama
- Pays d'origine :  Italie,  France
- Genre : comédie
- Durée : 95 minutes
- Date de sortie : 2 décembre 1992

## Distribution
- Vincent Lindon : Victor
- Patrick Timsit : Michou
- Zabou Breitman : Isabelle, la sœur de Victor
- Maria Pacôme : la mère de Victor et Isabelle
- Yves Robert : le père de Victor et Isabelle
- Annick Alane : Mamie, la mère de Marie
- Gilles Privat : Laurent, patron de Victor
- Valérie Alane : Thérèse, secrétaire de Victor
- Isabelle Petit-Jacques : Françoise, l’épouse de Laurent
- Michèle Laroque : Martine, amie de Victor, épouse de Paul
- Christian Benedetti : Paul, ami de Victor, médecin et époux de Martine
- Marina Tomé : Concepción, l’employée de Paul
- Nanou Garcia : Sophie, la sœur de Paul
- Nicolas Serreau : Pierre, le 1er mari de Sophie
- Jacques Décombe : Bernard, le 2e mari de Sophie
- Tristan Calvez : Sylvain, fils de Sophie et Pierre
- Clotilde Mollet : Tania, une amie de Marie et violoniste
- Jacques Frantz : Monsieur Borin, le prof de yoga
- Nicole Jamet : Josiane Borin
- Robinson Stévenin: Le fils Borin
- Didier Flamand : Monsieur La Ville, député
- Marie-France Santon : Madame La Ville
- Pénélope Schellenberg : Sarah La Ville
- Max Mc Carthy : Olivier La Ville
- Laurent Gamelon : Didier, le copain d’Isabelle
- Franck-Olivier Bonnet : Bébert, un ami de Victor
- Mohamed Ammouche : Mohamed, mari de Djamila, père de substitution de Michou
- Tassadit Mandi : Djamila, femme de Mohamed, mère de substitution de Michou
- Catherine Wilkening : Marie
- Joséphine Serre : Camille, la fille de Victor et Marie

## Sortie et accueil

### Box office
Le film a fait 2 354 309 entrées.

## Commentaires
La musique du film mentionnée dans le générique final est : Trio no 3 de Beethoven en ut mineur. Toutefois, la musique utilisée est l'adagio du trio avec piano no 4 en si bémol majeur, op. 11, dit Gassenhauer.
La mère de Victor est censée avoir 50 ans. Maria Pacôme, qui l’interprète, avait près de 70 ans quand le film a été tourné.
Le film est particulièrement célèbre pour la tirade déclamée par Maria Pacôme devant son mari et ses enfants, affirmant qu'elle « se fout » de leurs problèmes et qu'elle entend désormais prendre soin d'elle-même, et vivre pleinement son histoire d'amour avec un homme plus jeune.

## Distinctions
Sauf mention contraire, cette liste provient d'informations de l'Internet Movie Database.

### Récompenses
- César 1993 : Meilleur scénario original ou adaptation - Coline Serreau

- Festival du film de Gramado en 1993 : Kikitos du meilleur montage - Catherine Renault
- Festival du film de Peñíscola en 1994 : Meilleur film - Coline Serreau

### Nominations et sélections
- César 1993 :
  - Meilleur film
  - Meilleur acteur - Vincent Lindon
  - Meilleur acteur dans un second rôle - Patrick Timsit
  - Meilleure actrice dans un second rôle - Zabou Breitman
  - Meilleure actrice dans un second rôle - Michèle Laroque
  - Meilleure actrice dans un second rôle - Maria Pacôme

- Festival du film de Gramado en 1993 : Kikitos du meilleur film latin - Coline Serreau